# Ophrys extorris
Ophrys extorris är en orkidéart som beskrevs av Sóo. Ophrys extorris ingår i ofryssläktet, och familjen orkidéer.
Artens utbredningsområde är Österrike. Inga underarter finns listade i Catalogue of Life.